# Glifsa
Glifsa är ett berg i republiken Island. Det ligger i regionen Västfjordarna, 210 km norr om huvudstaden Reykjavík. Toppen på Glifsa är 718 meter över havet.
Trakten runt Glifsa är nära nog obefolkad, med mindre än två invånare per kvadratkilometer. Trakten runt Glifsa består i huvudsak av gräsmarker.